# Kathedrale von Cahors

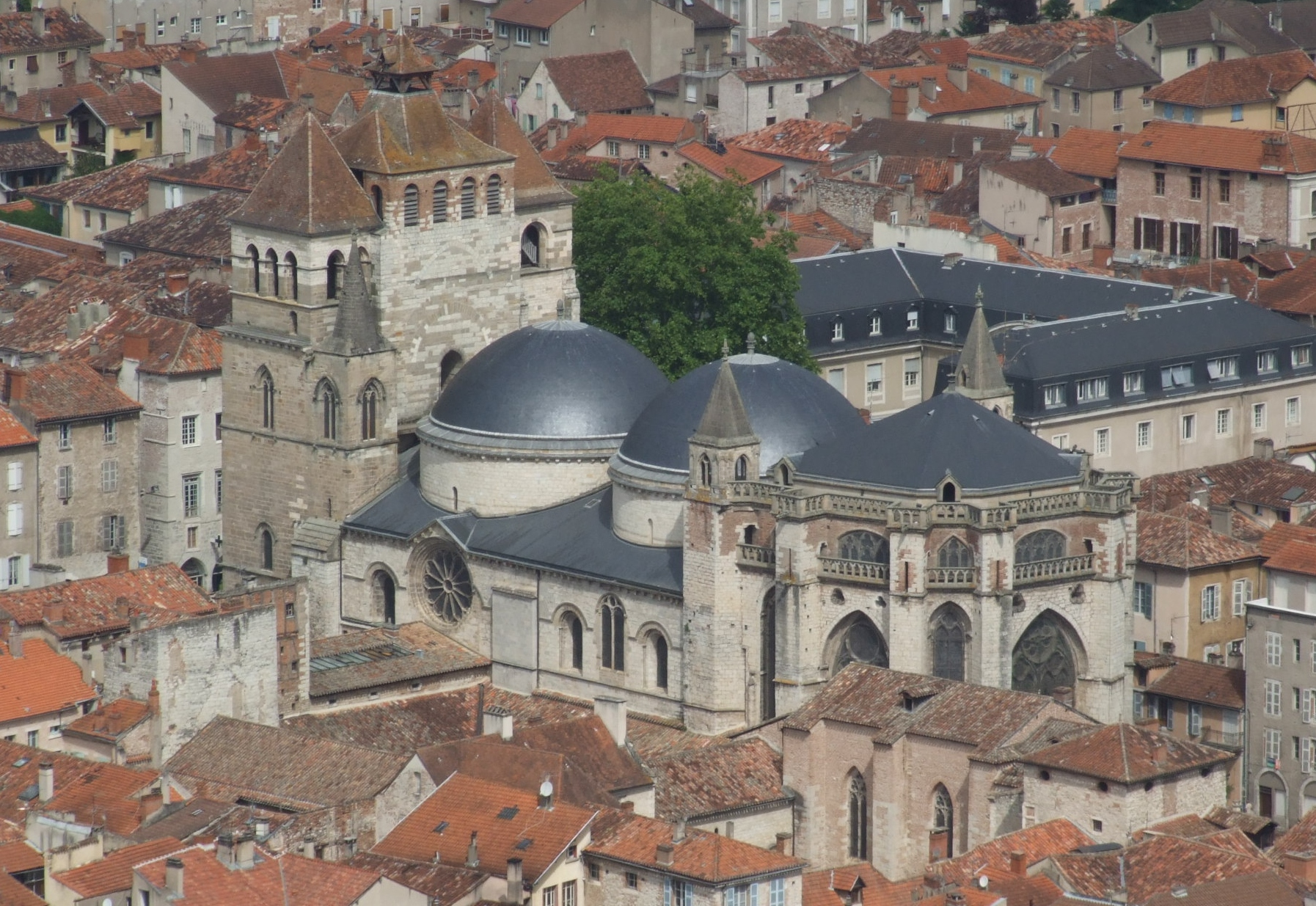
Cathédrale Saint-Étienne

Die Kathedrale Saint-Étienne ist die dem Heiligen Stephanus, frz. Saint Étienne, geweihte Hauptkirche von Cahors und Mutterkirche des Bistums Cahors. Das Kulturdenkmal wurde im Jahr 1862 als Monument historique klassifiziert und unter Denkmalschutz gestellt. Seit 1998 ist es als Teil des Weltkulturerbes der UNESCO „Jakobsweg in Frankreich“ ausgezeichnet und ist traditionell eine der wichtigsten Stationen auf der Via Podiensis.

## Beschreibung

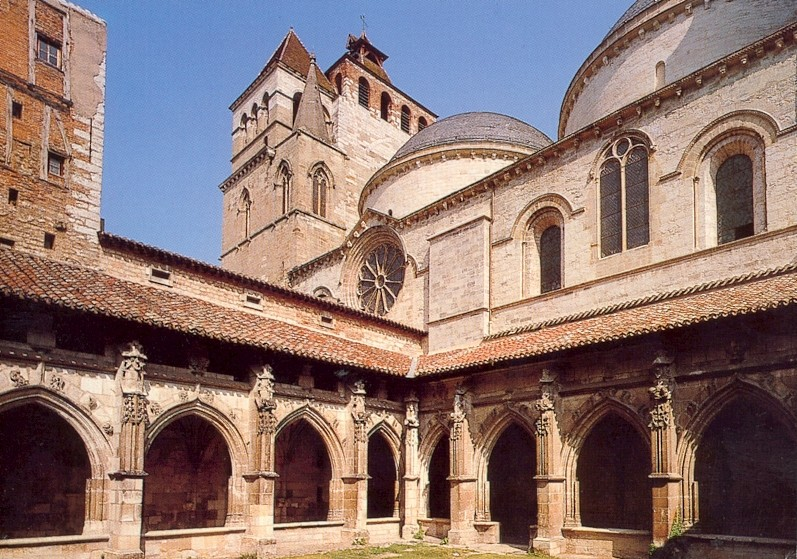
Kreuzgang der Kathedrale

Zwei große Pendentivkuppeln überragen das romanische Kirchenschiff. Sie bilden das außergewöhnlichste Beispiel dieser „aquitanisch“ genannten Bauform: sie haben 16 Meter Durchmesser und schließen in 32 Meter Höhe ab, nur die Hagia Sophia hat eine noch höhere Kirchenkuppel. Die Kuppeln ruhen auf sechs nahezu quadratischen Wandpfeilern mit fast 4 Metern Seitenlänge. Der sich anschließende halbrunde Chor besitzt drei Kapellen. Nord- und Südseite des Schiffes haben je ein romanisches Portal, insbesondere das nördliche ist reich gestaltet. Mit verschiedenen Steinsorten werden Farbeffekte erzielt, das Tympanon zeigt die Himmelfahrt Christi und Saint Étienne, den Schutzheiligen der Kirche. Die Archivolten sind mit Jagdszenen verziert. Auf der Westseite schließt der Bau mit drei Türmen ab, in der Mitte der Fassade öffnet sich eine große Rosette.

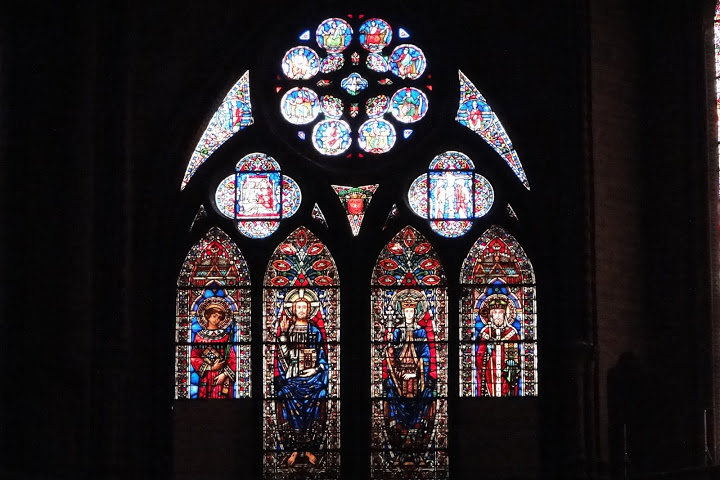
Die Buntglasfenster

Die Seccomalereien in der westlichen Kuppel wurden von dem aus Cahors stammenden Papst Johannes XXII. im 13./14. Jahrhundert in Auftrag gegeben. Stilistisch sind sie vergleichbar mit den Malereien im Papstpalast von Avignon. Bei Restaurierungsarbeiten im 19. Jahrhundert konnten nur sie gerettet werden, diejenigen in der östlichen Kuppel waren schon zu weitgehend zerstört, nachdem der gesamte Kircheninnenraum im 18. Jahrhundert weiß getüncht worden war.
Der gotische Kreuzgang auf der Südseite des Langhauses stammt aus dem Anfang des 16. Jahrhunderts. Er wurde anstelle eines älteren, romanischen Kreuzganges errichtet und ist reich im Flamboyant-Stil verziert. An seiner Ostseite schließt sich die Kapelle Saint-Gausbert an, die den Kirchenschatz beherbergt.

## Geschichte

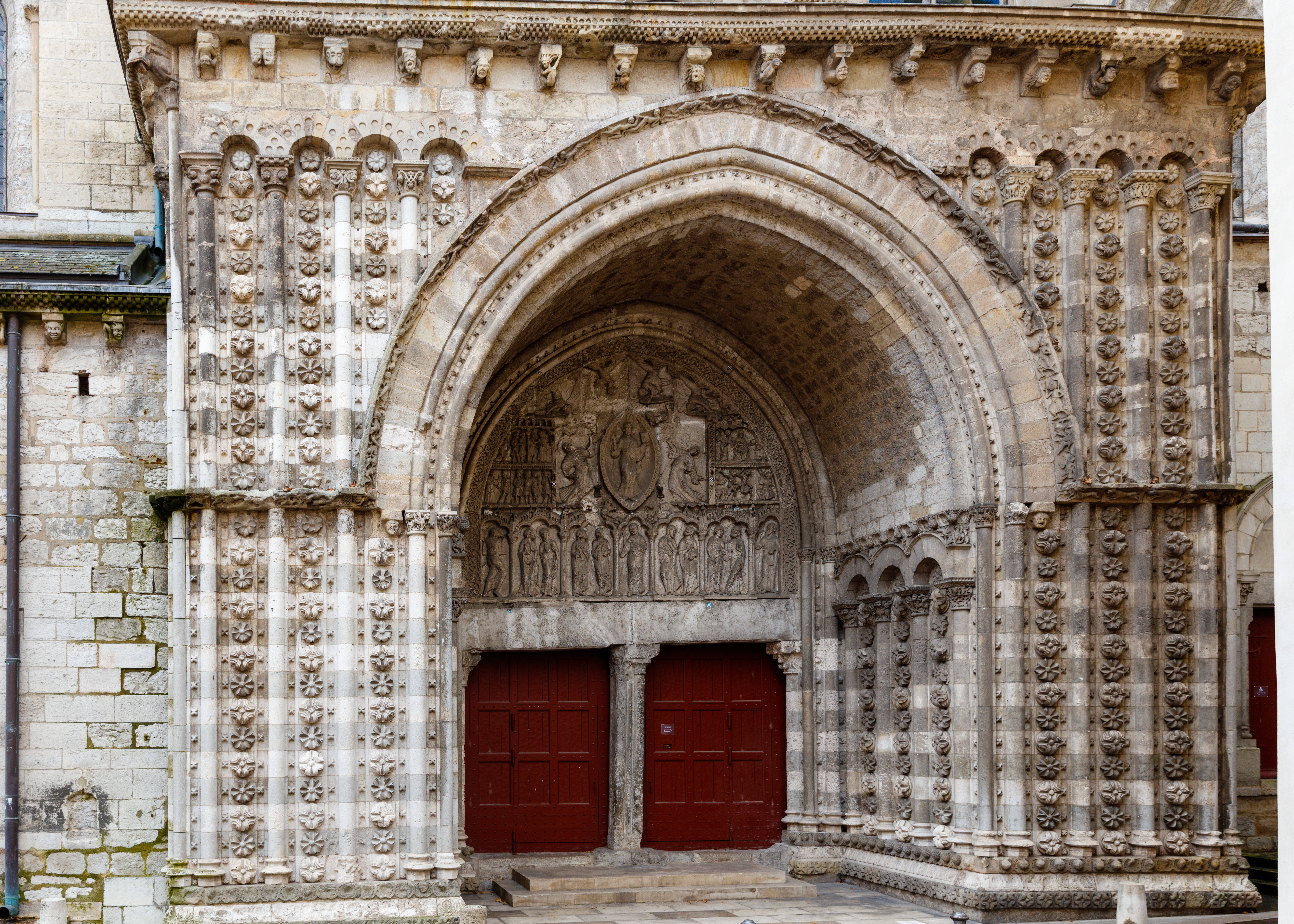
Romanisches Hauptportal, jetzt nördliches Seitenportal

Der Bau muss schon im späten 11. Jahrhundert begonnen worden sein, da der Hauptaltar am 27. Juli 1119 vom eben gewählten französischen Papst Kalixt II. (auch Calixtus II.) eingeweiht wurde. Als hauptsächlicher Auftraggeber gilt der Bischof Geraud de Cardaillac (1083–1112). Er stattete die Kirche mit einer aus dem Heiligen Land mitgebrachten Reliquie (la Sainte Coiffe?) aus und verschaffte ihr damit eine Rolle als Station auf der Via Podiensis, einem der französischen Abschnitte des Jakobsweges nach Santiago de Compostela.
Damit ist Saint-Étienne neben der Kathedrale Saint-Front in Périgueux einer der ältesten Kuppelbauten in der historischen Region Aquitanien (inklusive Quercy). Im 13. Jahrhundert stürzte die hintere der ursprünglichen drei Kuppeln ein und wurde nicht wieder errichtet. An ihrer Stelle entstand ab 1280 ein gotischer Chor. Gleichzeitig mit dem Neubau des Chores erhielt die Kathedrale einen klobigen Westbau voran gesetzt. Er ist Ausdruck des wirtschaftlichen Erfolges der Stadt in den Jahren des Episkopats von Johannes XII. Das alte romanische Hauptportal wurde an die Nordseite versetzt.
Eine weitere Bauphase waren die Jahre nach dem Hundertjährigen Krieg, als nach 1480 die Chorkapellen und der Kreuzgang errichtet wurden, sowie im 16. Jahrhundert die Kapitelgebäude und der Palast des Erzdiakons im Stil der italienischen Renaissance erneuert wurden. Der erzbischöfliche Palast aus dem 18. Jahrhundert wurde zur Zeit der französischen Revolution in eine Präfektur umgewandelt.

## Orgel
Die Orgel wurde 1714 von dem Orgelbauer Jean-Francois L’Épine erbaut. Das Instrument wurde mehrfach überarbeitet und hat heute 41 Register auf drei Manualen und Pedal. Die Spieltrakturen sind mechanisch, die Registertrakturen sind elektrisch.
| I Positif C–f3 |             |        |
| 1.             | Bourdon     | 8′     |
| 2.             | Flûte       | 8′     |
| 3.             | Prestant    | 4′     |
| 4.             | Flûte       | 4′     |
| 5.             | Nazard      | 2 ⁄3′  |
| 6.             | Doublette   | 2′     |
| 7.             | Tierce      | 1 3⁄5′ |
| 8.             | Plein-jeu V |        |
| 9.             | Cromorne    | 8′     |

| II Grand Orgue C–f3 |               |     |
| 10.                 | Montre        | 16′ |
| 11.                 | Bourdon       | 16′ |
| 12.                 | Montre        | 8′  |
| 13.                 | Bourdon       | 8′  |
| 14.                 | Grosse Flûte  | 8′  |
| 15.                 | Salicional    | 8′  |
| 16.                 | Violoncello   | 8′  |
| 17.                 | Prestant      | 4′  |
| 18.                 | Doublette     | 2′  |
| 19.                 | Cornet V      |     |
| 20.                 | Plein-jeu V   |     |
| 21.                 | Bombarde      | 16′ |
| 22.                 | 1re Trompette | 8′  |
| 23.                 | 2e Trompette  | 8′  |
| 24.                 | Clairon       | 4′  |

| III Récit expressif C–f3 |                  |     |
| 25.                      | Bourdon          | 8′  |
| 26.                      | Flûte harmonique | 8′  |
| 27.                      | Gambe            | 8′  |
| 28.                      | Voix céleste     | 8′  |
| 29.                      | Flûte octaviante | 4′  |
| 30.                      | Octavin          | 2′  |
| 31.                      | Basson           | 16′ |
| 32.                      | Trompette        | 8′  |
| 33.                      | Voix humaine     | 8′  |
| 34.                      | Basson-Hautbois  | 4′  |

| Pédale C–f1 |              |     |
| 35.         | Grosse Flûte | 16′ |
| 36.         | Flûte basse  | 8′  |
| 37.         | Flûte        | 4′  |
| 38.         | Bombarde     | 16′ |
| 39.         | Basson       | 16′ |
| 40.         | Trompette    | 8′  |
| 41.         | Clairon      | 4′  |